# Державний університет економіки і технологій
Державний університет економіки і технологій (ДУЕТ) — державний заклад вищої освіти у місті Кривий Ріг, створений на базі Криворізького економічного інституту (КЕІ) — колишньої структури Київського національного економічного університету (1977—2011; 2016—2020) та Криворізького національного університету (2011—2016). 
Нині об'єднаний з Криворізьким металургійним інститутом (колишня філія Національної металургійної академії України), а також чотирма коледжами у Державний університет економіки і технологій.
Здійснює підготовку фахівців за освітньо-кваліфікаційним рівнем бакалавра, на базі повної загальної середньої освіти за навчальними планами підготовки бакалаврів та за освітньо кваліфікаційним рівнем спеціаліст, магістр на базі вищої освіти за навчальними планами спеціалістів та програмами магістрів.

## Музей російсько-української війни
З початком Антитерористичної операції на базі ДУЕТ було створено криворізький «Музей Героїв АТО».
У травні 2022 року він перейменований на «Музей російсько-української війни».
Музей працює у будні з 10:00 до 16:00. 
Адреса: площа Визволення, 2 (університет ДУЕТ).

## Історія

### Передумови створення
Розвиток промисловості Криворізького басейну наприкінці 50-х – початку 60-х років ХХ ст. вимагав постійного поповнення підприємств висококваліфікованими кадрами. Крім інженерно-технічних спеціальностей, які надавав Криворізький гірничорудний інститут (нині Криворізький національний університет), велика потреба була у спеціалістах економічного і товарознавчого профілю. 

### У складі Донецького інституту радянської торгівлі
Виходячи з нагальних потреб Кривбасу саме у таких кадрах, у 13 липні 1966 року вийшов наказ Міністерства торгівлі Української РСР про організацію у м. Кривому Розі філіалу Донецького інституту радянської торгівлі (нині Донецький національний університет економіки і торгівлі імені Михайла Туган-Барановського, у 2014 році також евакуйований до Кривого Рогу). Відповідно до постанови Ради Міністрів УРСР від 13 липня 1966 року за № 548 вийшов наказ  про організацію його вечірньо-заочного філіалу, яким зобов’язувалося  збільшити контингент прийому на 300 чоловік.
З перших днів функціонування філіалу були вжиті конкретні заходи щодо організації навчально-виховного процесу, як цього вимагала підготовка майбутніх фахівців. Необхідно було набрати контингент студентів, вирішити питання створення у найкоротший час матеріально-технічної бази, забезпечити вищий навчальний заклад професорсько-викладацьким складом.
Чимало зробив для цього перший директор філіалу Альберт Йосипович Кучеренко (1966 р.). Згодом, з 1967 року, його справу продовжив Євген Петрович Михайлов (по 1975 р.). Короткий час очолювала інститут Неоніла Тихонівна Потапенко. Під навчальний корпус відвели чотириповерхове приміщення на площі Визволення (тоді площа Миру). Колектив працівників філіалу власноруч приводив його у належний вигляд, аби своєчасно і у відповідній обстановці розпочати заняття.
На початку свого існування філіал готував фахівців з бухгалтерського обліку, економіки торгівлі, окремо з товарознавства продовольчих і промислових товарів. Перший випуск відбувся у 1969 році, дипломи про спеціальну вищу освіту отримали 40 осіб.
У 1974 році в інституті були створені факультети — товарознавчий та економічний. Більше 20 років деканом економічного факультету працював кандидат економічних наук Іван Афанасійович Пан, з ім’ям якого пов’язана ціла епоха у житті інституту. Майже півстоліття він пропрацював на кафедрі економіки підприємств. 
Деканом товарознавчого факультету став Малоок Григорій Петрович.
На належному рівні вели наукову, організаційну, виховну і господарську роботу в ці роки заступники директора Є.Г. Дяченко, В.А. Штамбург, І.М. Лебедєв, Г.М. Малоок, Є.І. Голобородько, Б.М. Одягайло, Н.Л. Шкіря, В.М.Ладожинський, В.М. Удалов, В.І. Пазинич, А.Г. Телешенко, декани факультетів І.А. Пан, Б.М. Без’язиков, А.П. Шулєшко та В.М. Гавриш.
З 1975 до 1983 року директором був Анатолій Григорович Панчук. Відбувалося поетапне розширення навчального закладу, зростала матеріально-технічна база інституту.
У 1978 році на Червоній збудований навчальний корпус по вулиці Семашка (нині Медична) (площа 9072 м²), а у 1989-му — гуртожиток на 300 осіб у Центрально-Міському районі по провулку Пулківському (нині Асирійський).

### Перший період у складі Київського національного економічного університету
З 1977 року життя філіалу пов’язане з Київським інститутом народного господарства ім. Д.С. Коротченка (нинішній Київський національний економічний університет ім. Вадима Гетьмана). У цьому ж році Криворізький філіал здійснив перший набір на денне відділення за спеціальностями «товарознавство продовольчих товарів», «товарознавство промислових товарів», «бухгалтерський облік і аналіз господарської діяльності», «матеріально-технічне постачання».
Випускові кафедри починають свою історію з одного структурного підрозділу – кафедри економічних дисциплін – першої кафедри інституту, яка була створена у січні 1979 року. До вересня 1983-го вона працювала під керівництвом к.е.н., доцента Раїси Петрівни Вершиніної. 
У 1980 році була створена ще одна випускова кафедра – статистики і обліку. Її очолила к.е.н., доцент Тамара Михайлівна Бикова.
З 1983 до 2003 рр. колектив Криворізького економічного інституту очолював Григорій Степанович Осадчук. За два десятиліття, коли він був директором, значно зросла матеріально-технічна база інституту, навчальний заклад зміцнів, набув нинішнього вигляду і популярності.
Враховуючи потреби Криворіжжя та решти країни у фахівцях з вищою економічною освітою, тоді ж кафедру економічних дисциплін було розділено на дві кафедри фахової підготовки, з того моменту самостійних, спеціальностей – економіка матеріально-технічного забезпечення та планування промисловості. Перший випуск останньої було здійснено у 1985 році. З 1993 року кафедра змінила свою назву на кафедру економіки підприємств. Першим її завідувачем був к.е.н., доцент Михайло Федорович Горошко, який очолював її до лютого 2002 року. Першим завідувачем кафедри матеріально-технічного забезпечення був к.е.н., доцент Володимир Андрійович Штамбург. Значний внесок у розбудову кафедри та спеціальності протягом її існування зробили доценти І.М. Лебедєв, В.І. Маловічко, В.С. Миронов, В.І. Баюра та ін.
Зміна пріоритетів у народному господарстві країни призвела до зростання ролі економіки як визначального факторастабільності і рентабельної роботи промислових підприємств. Це обумовило переорієнтацію вищих навчальних закладів на підготовку економічних кадрів певних напрямків.
У 1984 році від єдиного на той час економічного (планово-економічного) факультету був відокремлений обліково-економічний факультет. Першим його деканом був обраний к.е.н., доцент Валентин Леонідович Коренєв. На той час на факультеті нараховувалося 443 студенти денного відділення. З 1989 по 1995 рік його очолював к.е.н., доцент В.М. Гавриш.
Значний вклад у розвиток інституту вніс д.і.н., професор Валерій Олександрович Шайкан – у минулому багаторічний голова профкому, декан обліково-економічного факультету. 
В історичному розрізі цей час співпав із розпадом СРСР і поступовим переходом до ринкової економіки. В нових умовах перед факультетом постали й нові завдання, викликані прийняттям ряду законів про вищу освіту та ін. Скорочення виробництва і безробіття додали чимало труднощів із працевлаштуванням випускників, але й тоді не було скорочено план прийому, і фахівці-обліковці знаходили гідне місце у суспільстві.
У 1989 році була утворена кафедра статистики, економічної інформатики та обчислювальної техніки. Очолив її к.е.н., доцент Микола Іванович Деркач.
Робота у фінансових підрозділах підприємств і банків характеризується широким колом складних завдань, що визначаються динамікою сучасних економічних процесів. Це вимагає від економістів глибоких і ґрунтовних знань. І на основі цих вимог в інституті організовується та здійснюється підготовка таких економістів. 
Зважаючи на ці причини, і був у 1993 році утворений фінансово-економічний факультет. Деканом цього підрозділу було призначено Володимира Івановича Косенка. Довгий час після нього очолював факультет к.т.н., доцент Олександр Юлійович Астаф’єв, після нього цю посаду обіймала к.е.н., доцент Віта Олександрівна Макаренко.
Щоб забезпечити регіон фахівцями у сфері господарсько-правової діяльності задля дотримання законності в роботі підприємств різних форм власності, у 1994 році розпочалася підготовка спеціалістів за спеціальністю «правознавство». У 1996 році було створено кафедру правознавства у складі 10 викладачів. Від самого її початку завідувачем працював к.ю.н., професор Іван Данилович Копайгора. До складу кафедри входили викладачі-практики Н.М. Деркач (суддя Дзержинського району (нинішній Металургійний), Г.І. Приміч (голова Криворізького районного суду), к.ф.н. Ю.О. Тополь та ін.
З метою розвитку і зміцнення зв’язків з випускниками була створена Асоціація випускників-юристів, яка постійно поповнювалася новими фахівцями. Юридична освіта поєднувала загальноправову підготовку з освоєнням економіки, що надавало майбутнім фахівцям широке поле для наукової і творчої діяльності, а також для вибору місця роботи.
Спільними зусиллями керівництва Криворізького міськвиконкому, Київського інституту народного господарства та колективом Криворізького філіалу була своєчасно виконана «Програма розвитку Криворізького філіалу Київського інституту народного господарства». Ця комплексна програма підготовки дипломованих спеціалістів різних галузей сприяла тому, що у 1997 р. Криворізький філіал став Криворізьким економічним інститутом.
Відповідно до загальної концепції розвитку інституту було створено факультет міжнародної економіки та права і факультет менеджменту та економічної кібернетики. Факультет міжнародної економіки і права як структурна одиниця розпочав свою діяльність у вересні 1998 року. Це стало своєчасною відповіддю на потреби промислової України у висококваліфікованих фахівцях, спроможних брати активну участь у здійсненні правової та економічної реформ, професійно здатних представляти Криворіжжя й Україну в міжнародних організаціях і на світовому ринку.
З 1998 по 2004 рр. факультет міжнародної економіки та права очолювала к.е.н., доцент Валентина Миколаївна Єлісєєва. Пізніше довгий час деканом був к.ф.н., доцент Юрій Миколайович Сафонов.
Історія факультету менеджменту та економічної кібернетики розпочалася з 2000 року. З початку його заснування деканом був к.т.н., доцент Олександр Юлійович Астаф'єв. На факультеті здійснювалася підготовка за спеціальностями: «менеджмент організацій» і «економічна кібернетика». З 2001 року відкрито магістратуру за спеціальністю «менеджмент організацій», а з 2005-го — за спеціальністю «економічна кібернетика».
З кінця 2003 року посаду директора обіймав професор Василь Павлович Нечаєв (до 2006 р.). Керівництво інституту (радником директора був Григорій Степанович Осадчук) предметом особливої турботи поставило добір і підготовку науково-педагогічних кадрів, підвищення кваліфікації викладачів.
Директором інституту з 2006 по 2012 рр. був д.е.н., професор Петро Петрович Мазурок. За цей час інститут здійснив значний прорив у розвитку наукового потенціалу.
Більше 10 років, як в інституті на кафедрі ділової української та іноземних мов (завідувач д.ф.н., професор С.О. Скидан) працюють викладачі-волонтери Корпусу Миру США в Україні. Вони викладали курси ділової та фахової мови, спецкурс, організували клуб американської культури, бізнес-клуб, літню школу Camp LEAD.

### У складі Криворізького національного університету
У 2011 році у зв’язку з реорганізацією декількох найбільших криворізьких вищих навчальних закладів у єдиний Криворізький національний університет, КЕІ очолив д.е.н., професор Анатолій Михайлович Турило. За час, на який припало його керівництво вишем, були відкриті спеціалізовані вчені ради з захисту кандидатських дисертацій та аспірантура.
На новий рівень міжнародного співробітництва вивів КЕІ завідувач кафедри міжнародної економіки професор В.В. Кулішов. З 2014 року розпочато підготовку за магістерською програмою «Міжнародні економіко-правові відносини» разом з Академією Полонійною у Ченстохові (Малопольща, Польща) фахівців у галузі теорії і практики міжнародних економічних відносин із поглибленим вивченням проблем міжнародного публічного права. Програма дає необхідні знання для ведення економічної діяльності в умовах функціонування спільного ринку Європейского Союзу.
З 2015 року обов’язки директора виконує д.е.н., професор Андрій Валерійович Шайкан.

### Другий період у складі Київського національного економічного університету
2016 року КЕІ вийшов зі складу Криворізького національного університету та знову став філіалом вже доволі афілійованого київського «Наргоспу» КНЕУ ім. В.Гетьмана.

### У складі Державного університету економіки і технологій
2020 року відповідно до розпорядження Кабінету міністрів України № 199-р від 19 лютого 2020 р. (зі змінами) та наказу Міністерства освіти і науки № 765 від 04 червня 2020 р. Криворізький економічний інститут вийшов зі структур київського економічного вишу, та шляхом об'єднання із Криворізьким металургійним інститутом Національної металургійної академії України було утворено новий потужний економіко-технологічний заклад вищої освіти у форматі державного університету Державний університет економіки і технологій (ДУЕТ). Також до складу новоствореного закладу увійшли чотири міські коледжі економіко-технологічного профілю.

## Терміни навчання
- освітньо-кваліфікаційний рівень бакалавр — 4-4,5 роки залежно від форми навчання;
- освітньо-кваліфікаційний рівень спеціаліст, магістр — 1 рік.

## Факультети
| Факультет                                                                        | Кафедри |
| -------------------------------------------------------------------------------- | --- |
| Обліково-економічний факультет                                                   | Обліку та аудиту підприємницької діяльності Інформатики та прикладного програмного забезпечення Економічної кібернетики Банківської справи Фінансів, податків і страхової справи |
| Менеджменту та міжнародної економіки                                             | Ділової української та іноземних мов Міжнародної економіки Соціально-гуманітарних дисциплін                                                                                      |
| Факультет економіки підприємництва та права Економічної теорії та підприємництва | Економіки та стратегії підприємств Маркетингу Права |
| Центр післядипломної освіти                                                      | - |

## Відомі випускники та науковці
- Анатолій Анатоліч — шоумен, радіо- та телеведучий, двічі найкращий гравець сезону в інтелектуальну телегру «Що? Де? Коли?»;
- Зеленський Володимир Олександрович — шостий Президент України, громадський діяч, шоумен, актор, комік, режисер, продюсер, та сценарист;
- Зеленський Олександр Семенович — завідувач кафедри інформатики та інформаційних технологій Криворізького економічного інституту;
- Кравець Олена Юріївна — медійна особистість, акторка студії «95 квартал»;
- Манжосов Денис Володимирович — актор студії «95 квартал»;
- Скидан Микола Олексійович (1976—2024) — старший лейтенант Збройних сил України, учасник російсько-української війни, Герой України (2025, посмертно);
- Толоконніков Олександр Сергійович — український медійний та громадський діяч, журналіст, фотограф, державний службовець, речник Херсонської обласної державної адміністрації.